# Éric Tabuchi
Pour les articles homonymes, voir Tabuchi.
Éric Tabuchi, né à Paris le 27 mai 1959, est un photographe français, qui fut également musicien au sein du groupe Luna Parker (il est d'ailleurs le « Éric » évoqué dans Tes états d'âme... Éric).

## Biographie
D’origine dano-japonaise, Éric Tabuchi est né à Paris en 1959. Il a étudié la sociologie. Sillonnant un territoire qui s’étend sur un rayon d’environ 250 kilomètres autour de Paris, il photographie des paysages périurbains vides de présence humaine qui semblent appartenir aux grands espaces de l’Ouest américain : stations services abandonnées, remorques de camions, terrains vagues, parkings, hangars, décharges ou encore bâtiments industriels.

Il est un des premiers membres, en 1999, du collectif Glassbox.

## Expositions

### Expositions personnelles
- I love Belfast, Centre international de poésie, Marseille, 1999
- Duplex, Collective Gallery, Édimbourg, Écosse, 2002
- 9 Bis, Saint-Étienne, 2003
- Quelques règles pour le post-tourisme, Librairie Le Moniteur, Paris, 2004
- KSET, avec Kristina Solomoukha, Espace d’art contemporain, Paris, 2004
- Éclairage néon juste après le coucher du soleil, avec Kristina Solomoukha, Frac Basse-Normandie, Caen, 2004
- Drive-in, avec Kristina Solomoukha, Le Pavé dans la Mare, Besançon, 2005
- Kiosque/Images, Paris, 2007
- K concret, Galerie Florence Loewy, Paris, 2008
- Walk the line, Kiosque/Images, Paris, 2008
- Hyper Trophy, Galerie Florence Loewy, Paris, 2009[6]
- Réserve naturelle, Palais de Tokyo, Paris, 2010
- Between Peaks, Galerie Dohyang Lee, Paris, 2010
- Mini Golf, La Chambre, Strasbourg, 2011
- Indoor Land, Le Maillon, Strasbourg, 2011
- Babel Web, Centre d'art contemporain le VOG, Grenoble, 2013
- Monument to Progress, HKU / Shanghai Study Centre, Shanghai, 2013

### Expositions collectives
- Nous nous sommes tant aimés, avec Glassbox, Ensba, Paris, 1999
- ZAC 99, avec Glassbox, Musée d'art moderne de la ville de Paris, 1999
- Côte Ouest – Global Motion, University Art Museum, Santa Barbara, 1999
- Heartbreak Hotel, Thoune, Suisse, 1999
- Clin d’œil, Gallery Fotohof, Salzburg, Autriche, 1999
- Glassbau, Fondation Cartier pour l'art contemporain, Paris, 1999
- High Fidelity, White Box, New York, 2000
- Psycho Park, avec Glassbox, Erba, Nantes, 2000
- Biennale de Gwangju, avec Glassbox, Corée, 2002
- Double Vie, Galerie Clark, Montréal, Canada, 2002
- Voisins, Voisines, Glassbox, Paris, 2002
- Sur le front, Le Triage, Nanterre, 2003
- Ici Rêver Ici, Esba, Tours, 2005
- Afterhours, Glassbox hors-les-murs, Paris, 2005
- Sickkiss, en collaboration sonore avec Stefan Nikolaev, Galerie Michel Rein, Paris, 2006
- Expats/Clandestines, en collaboration sonore avec Saâdane Afif, Wiels, Bruxelles, 2007
- Même monde, même rêve, en collaboration avec Sylvain Rousseau, Le Commissariat, Paris, 2007
- Paris photo, Galerie Florence Loewy, Paris, 2008
- Panoramic view of daily workers, en collaboration avec Sylvain Rousseau, Galerie LH, Paris, 2008
- Derrière les panneaux, il y a des hommes, La Tôlerie, Clermont-Ferrand, 2010
- La Diagonale du vide, La Salle de bains, Lyon, 2010
- Safari, Le Lieu unique, Nantes, 2011
- Vertigo, Galerie Jeanroch Dard, 2011
- Les Montagnes déplacées, Centre d’art contemporain Les Capucins, Embrun, 2012
- Atlas, Galerie LWS, Paris, 2012
- Artwork as Collection, Fundaciao Foto Colectiona, Barcelone, 2013
- Die Schönen Tage, Atelier Jean Rouart, Paris, 2013
- Ed Rusha Books & Co, Gagosian Gallery, New York, 2013
- La Fabrique, Greenhouse, Saint-Étienne, 2013
- Model, Espace d’art contemporain de Royan, Royan, 2013
- Ed Rusha Books & Co, Brandthorst Museum, Munich, 2013
- Artwork as Collection, Centro Andaluz de la Fotografía, Almeria, 2013
- Des choses en cours / Things to unfold, Galerie Préface, Paris, 2014
- Le Ciel devant soi, Couvent des Jacobins, Toulouse, 2017